# Väimela Alajärv
Il Väimela Alajärv è un lago dell'Estonia, si trova nella contea di Võrumaa, circa 5 chilometri a nord della città di Võru.

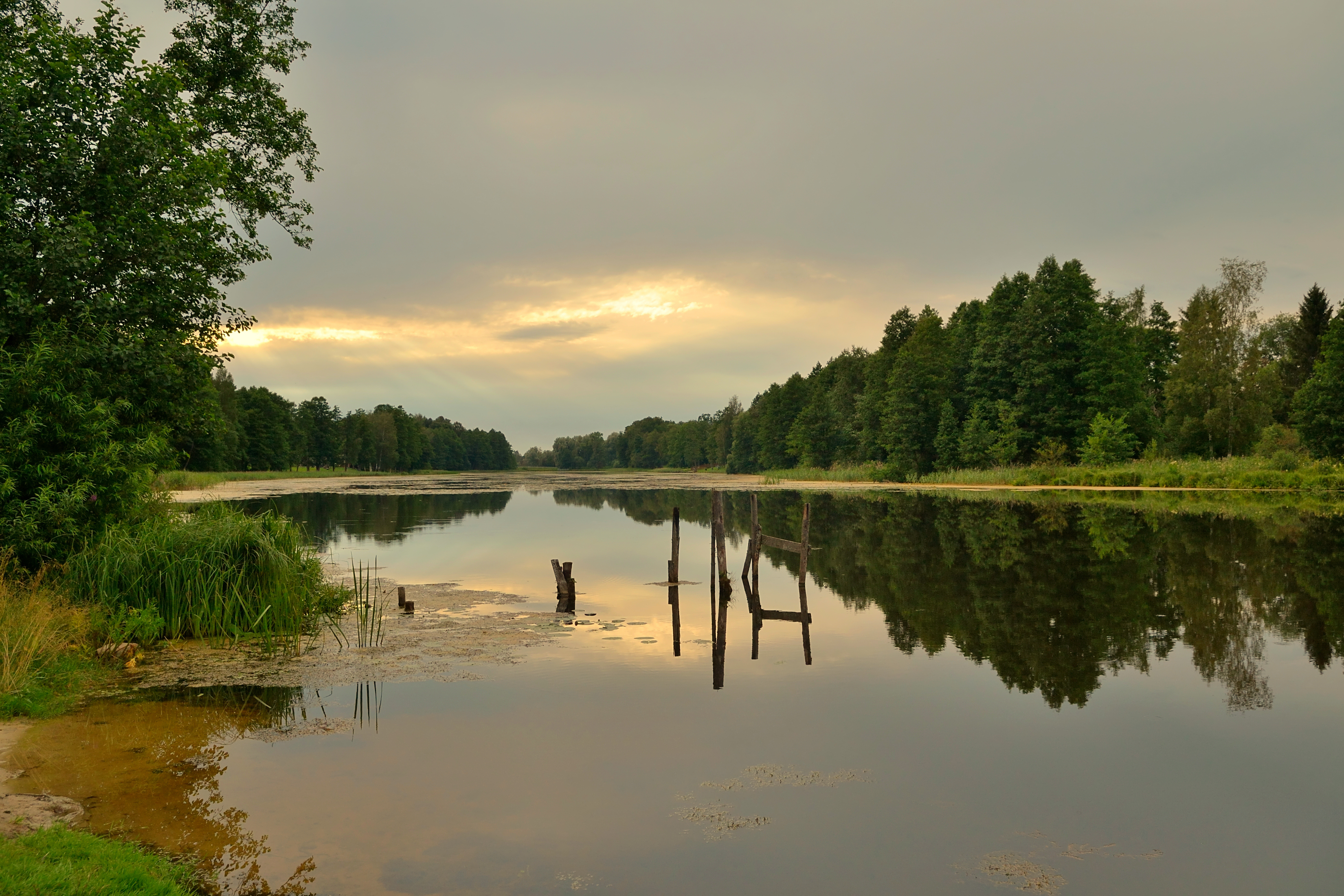